# Emperatriz Jitō

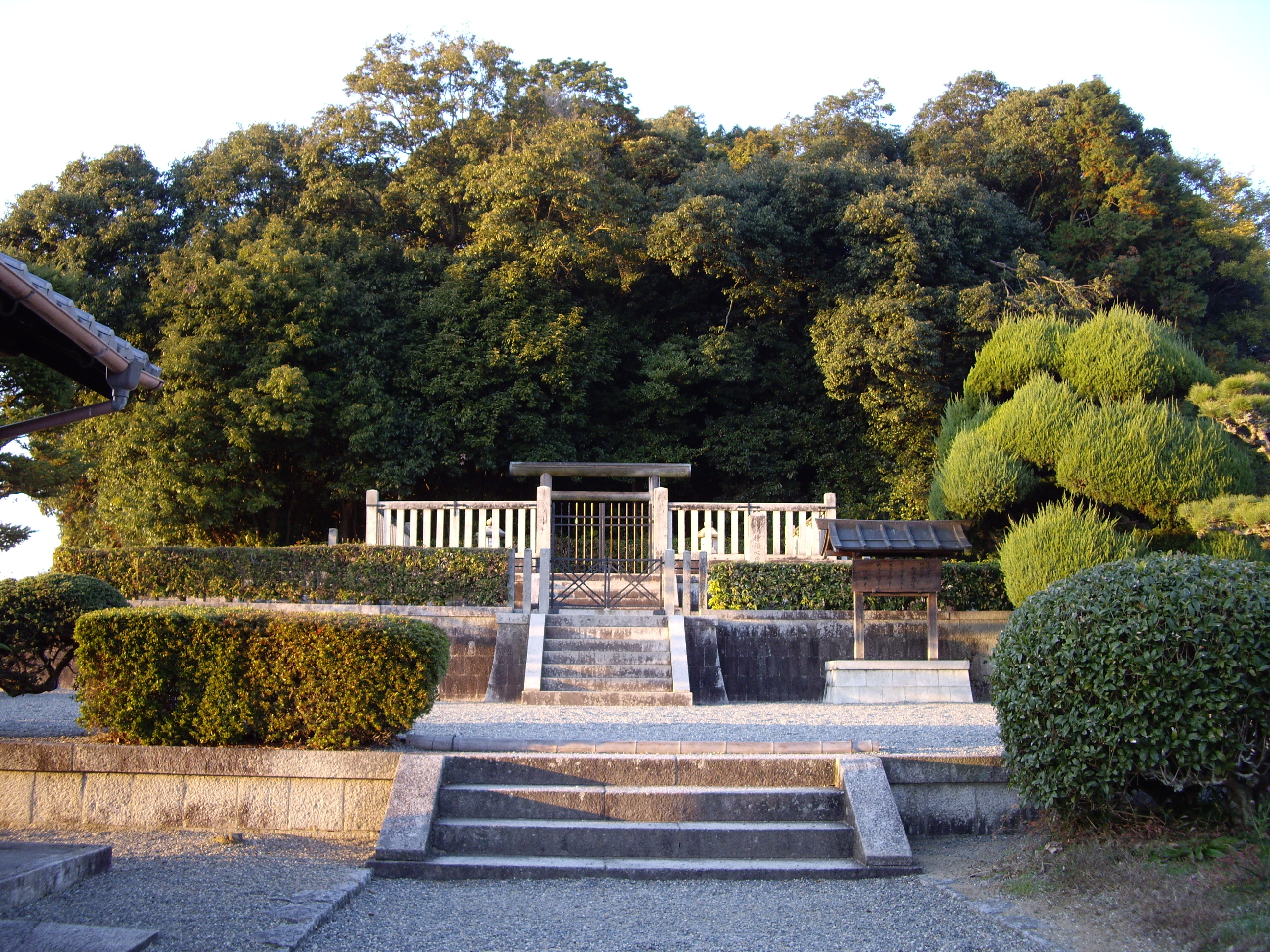
Tumba del Emperador Tenmu y de la Emperatriz Jitō.

La Emperatriz Jitō (持統天皇 Jitō-tennō?) (645 – 13 de junio de 703) fue la 41° Emperatriz del Japón en aparecer en la lista tradicional de Emperadores. Fue hija del Emperador Tenji. Ascendió al trono en el 687 con la muerte de su esposo, el Emperador Tenmu, que también fue su tío, para asegurar la eventual sucesión de su nieto el Emperador Monmu. En 697 ella abdica a favor de Monmu, pero  continúa manteniendo el poder como una gobernante enclaustrada, la primera que realiza esa práctica y que se convertiría en una tradición persistente en la política japonesa.